# Chacana
Chacana és una gran caldera de l'Equador de 32 km de longitud i entre 18 i 24 km d'amplada formada en temps històrics. S'alça fins als 4.643 msnm.
Forma un dels centres de riolita més grans al nord dels Andes, amb grans erupcions fa 240.000, 180.000 i 160.000 anys. Els doms de lava es van formar durant l'Holocè. Es troba a 30 quilòmetres de Quito i el gran volcà Antisana és al sud-est. Les erupcions dels darrers 10.000 anys s'han limitat a petits fluxos de lava originats per fissures. Es té constància de petites erupcions el 1760 i 1773.